# Herochroma subtepens
Herochroma subtepens är en fjärilsart som beskrevs av Walker 1860. Herochroma subtepens ingår i släktet Herochroma och familjen mätare. Inga underarter finns listade i Catalogue of Life.